# 누리 샤힌
누리 샤힌(튀르키예어: Nuri Şahin ˈnuɾi ˈʃahin[*], 1988년 9월 5일, 노르트라인베스트팔렌주 뤼덴샤이트 ~) 은 튀르키예의 전 축구 선수, 현 축구 감독이다. 현역 시절 중앙 미드필더로 주로 활약했으며, 뛰어난 패스 능력으로 알려져 있다.
그는 도르트문트에서 데뷔해 6년을 보냈고, 2010-11 시즌에 분데스리가 우승도 거두었는데, 막간에 페예노르트로 1년 임대되기도 했다. 이후, 그는 2011년에 €10M으로 레알 마드리드에 입단했다. 2012년 8월, 샤힌은 리버풀 1년 임대에 합의했지만, 2013년 1월에 파기되었고, 도르트문트에 18개월 임대로 복귀하게 되었다.
샤힌은 U-16 대표팀 시절부터 튀르키예를 대표했다. 그는 2005년에 성인 국가대표팀에 데뷔해 52번 국제 경기에 출전했고, UEFA 유로 2016에 자국을 대표로 나갔었다.

## 사생활
샤힌은 서독의 뤼덴샤이트 출신으로 튀르키예계 부모님 사이에서 태어나 마이너차겐에서 유년 시절을 보냈다. 그는 사촌 투우바 에메니-샤힌과 2007년 11월에 결혼했다. 2011년 9월, 둘 사이에 아들 외메르가 마드리드에서 출생했다. 샤힌은 튀르키예어, 독일어, 영어, 네덜란드어, 그리고 스페인어 등 5개 언어를 유창히 구사할 수 있다.

## 클럽 경력

### 초기 경력
샤힌은 6세에 마이너차겐에 입단하면서 축구를 시작했다. 마이너차겐에서 7년을 보낸 샤힌은 2001년에 프로 구단 도르트문트에 입단했다.

### 도르트문트
2005년 8월 6일, 16세 334일의 나이로, 샤힌은 분데스리가 최연소 출장 기록을 세웠고, 같은 해 11월 25일에는 도르트문트와 뉘른베르크 간 경기에서 골을 넣어 분데스리가 최연소 득점 기록도 갈아치웠다.
2007년 7월 5일, 샤힌은 에레디비시의 페예노르트로 1년 임대되어 도르트문트 시절 그를 지도했던 베르트 판 마르베이크 감독과 재회했다.
샤힌은 도르트문트로 복귀해 2009-10 시즌에는 선수단의 중심으로 활약했는데 34번의 리그 경기 중 33번의 경기에 출전했다. 그는 그 시즌을 4골 8도움으로 마쳤다. 2010-11 시즌, 샤힌은 도르트문트에서 분데스리가 우승을 거두었다. 인상적인 시즌을 보낸 샤힌은 6골 8도움을 기록해 분데스리가 올해의 선수로 선정되었다.

### 레알 마드리드
2011년 5월 9일, 많은 추측이 난무하는 가운데, 베스트팔렌슈타디온의 기자 회견에서 도르트문트를 떠날 것임을 확정지었다. 그는 라 리가의 레알 마드리드와 6년 계약을 맺었다. 그는 레알 마드리드에 합류한 사유가 주제 모리뉴 감독이 지휘하는 것을 꼽았고, 명성 높은 레알 마드리드 구단의 일원으로 활약할 기회를 잡았기 때문이라고 덧붙였다. 2011년 11월 6일, 그는 7-1로 이긴 오사수나와의 산티아고 베르나베우 안방 경기에서 교체로 출전해 첫 공식전을 치렀는데, 그는 앞서 8월에 부상으로 활동하지 못했다. 2011년 12월 20일, 그는 5-1로 이긴 폰페라디나와의 코파 델 레이 경기에서 첫 레알 마드리드 득점을 기록했다. 2012년 3월 27일, 그는 APOEL과의 UEFA 챔피언스리그 8강전 경기에서 선발로 출전했는데, 그의 활약은 모리뉴 감독과 언론의 찬사를 받았다.

#### 리버풀 임대

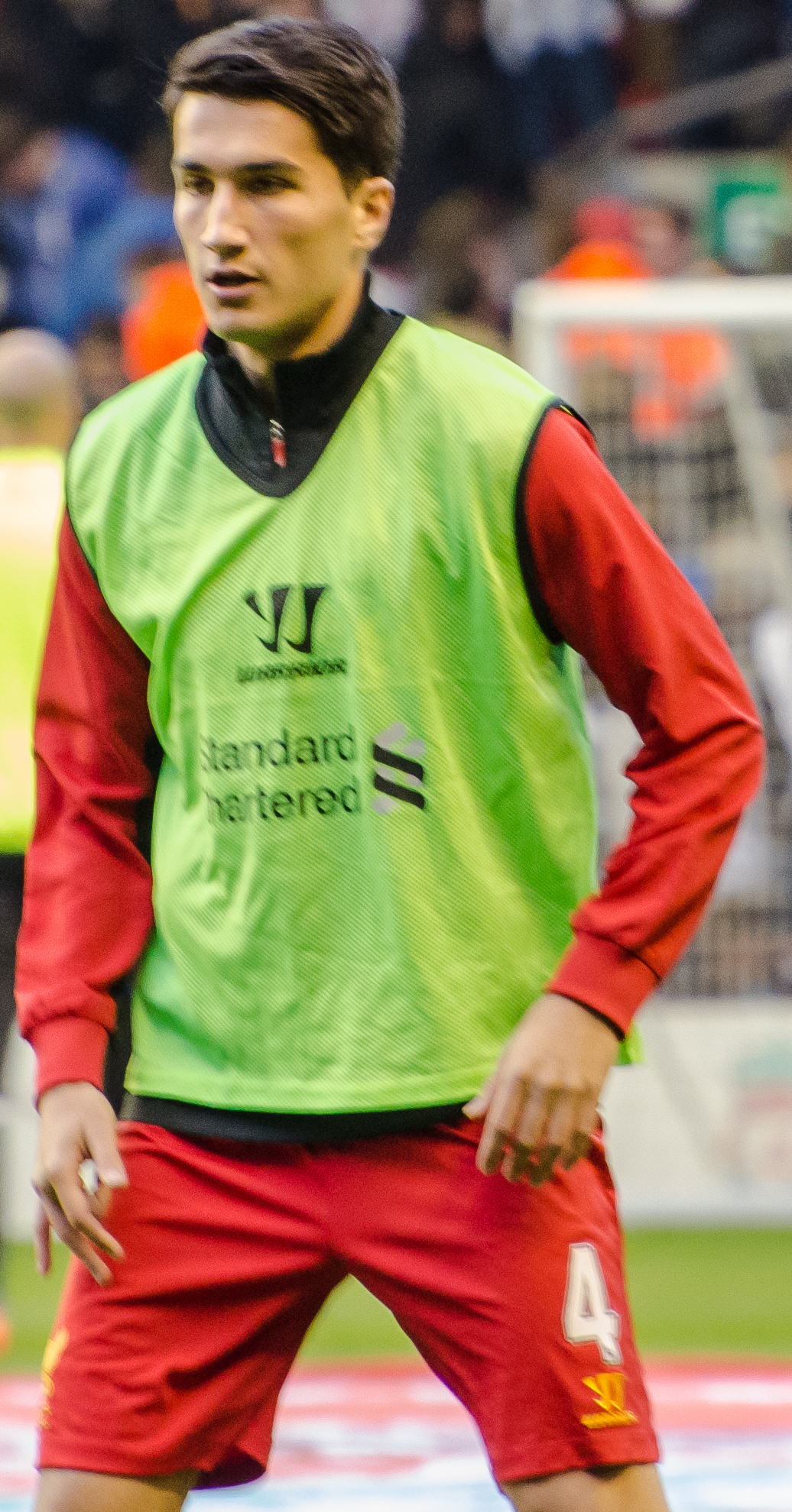
2012년, 리버풀의 샤힌

2012년 8월 25일, 레알 마드리드는 리버풀로 샤힌을 1년 임대하기로 결정했고, 그는 등번호 4번을 받았다. 2012년 9월 2일, 샤힌은 0-2로 패한 아스널과의 프리미어리그 경기에서 리버풀 신고식을 치렀다. 9월 26일, 샤힌은 웨스트 브로미치 앨비언과의 풋볼 리그 컵 3라운드 경기에서 리버풀 1호, 2호골을 기록해 2-1 승리를 견인했다. 사흘 후, 그는 5-2로 이긴 노리치 시티와의 경기에서 처음으로 프리미어리그 골을 기록했다. 5달의 리버풀 임대 기간 동안, 샤힌은 12경기에서 3골 3도움을 기록했다. 리버풀을 떠나면서, 샤힌은 레알 마드리드와 리버풀에서의 생활은 만족스럽지 못했다고 표의했지만, 스티븐 제라드 주장과 같이 출전한 것에는 만족을 느꼈다.

### 도르트문트 복귀

#### 2012–13 시즌
2013년 1월 14일, 리버풀은 샤힌의 관계자와 합의를 보아 레알 마드리드로부터 임대된 샤힌과의 임대 계약을 해지했다고 발표했고, 그에 따라 샤힌은 2013-14 시즌 말까지 도르트문트에 임대로 합류하게 되었다. 샤힌은 계약에 대해 "저는 축구인이자 인간으로 깨달았는데, 저는 여기에 완전히 속해 있습니다."라고 말했다. "저는 즉시 도르트문트에서만 활약하고 싶다는 것을 깨달았습니다."라고 덧붙였다. 그의 복귀는 위르겐 클로프 감독을 기쁘게 했다. 도르트문트가 승부차기 끝에 이긴 마인츠 05와의 친선 경기를 앞두고, 샤힌은 복귀전을 앞두고 떨린다고 의견을 전했다. 8일 후, 그는 도르트문트 복귀 후 첫 리그전을 치렀는데, 5-0으로 이긴 베르더 브레멘과의 경기에서 막판 교체로 출전했다. 2013년 3월 16일, 샤힌은 5-1로 도르트문트가 이긴 프라이부르크와의 경기에서 2골을 집어넣었다.

#### 2013–14 시즌
2013년 7월 27일, 샤힌은 DFL-슈퍼컵 2013에서 숙적 바이에른 뮌헨을 4-2로 꺾고 도르트문트 복귀 후의 첫 우승을 맛보았다. 2013년 10월 26일, 샤힌은 샬케 04와 레비어더비 경기에서 도르트문트의 득점을 올려 3-1 승리에 공헌했다.
2014년 4월 10일, 도르트문트는 계약 조항을 발동시켜 €7M에 친정으로 완전히 복귀했다.

### 베르더 브레멘
2018년 8월 31일, 도르트문트와 계약 해지를 하고 베르더 브레멘과 계약을 맺었다.

## 국가대표팀 경력
샤힌은 튀르키예가 4위로 선전한 페루의 2005년 FIFA U-17 월드컵에서 브론즈 볼을 받았다. 샤힌은 튀르키예 국가대표팀 최연소 출전 및 득점 선수이기도 하다. 그는 출생국인 독일과의 첫 출전 경기에서 득점을 기록했다.

## 경력 통계

### 클럽

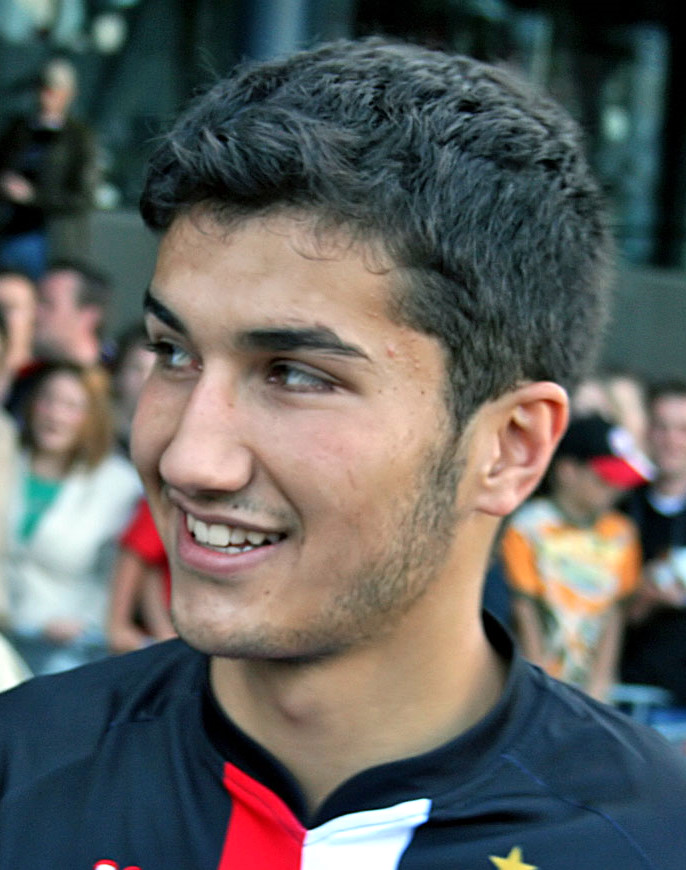
페예노르트의 샤힌

| 클럽                | 클럽         | 클럽      | 리그 | 리그 | 컵   | 컵   | 대륙1 | 대륙1 | 기타2 | 기타2 | 합계 | 합계 |
| 클럽                | 리그         | 시즌      | 출장 | 득점 | 출장 | 득점 | 출장  | 득점  | 출장  | 득점  | 출장 | 득점 |
| ------------------- | ------------ | --------- | ---- | ---- | ---- | ---- | ----- | ----- | ----- | ----- | ---- | ---- |
| 페예노르트          | 에레디비시   | 2007–08   | 29   | 6    | 3    | 0    |       |       |       |       | 32   | 6    |
| 보루시아 도르트문트 | 분데스리가   | 2005–06   | 23   | 1    | 0    | 0    | 1     | 0     |       |       | 24   | 1    |
| 보루시아 도르트문트 | 분데스리가   | 2006–07   | 24   | 0    | 1    | 0    |       |       |       |       | 25   | 0    |
| 보루시아 도르트문트 | 분데스리가   | 2008–09   | 25   | 2    | 2    | 0    | 1     | 0     |       |       | 28   | 2    |
| 보루시아 도르트문트 | 분데스리가   | 2009–10   | 33   | 4    | 3    | 2    |       |       |       |       | 36   | 6    |
| 보루시아 도르트문트 | 분데스리가   | 2010–11   | 30   | 6    | 2    | 0    | 8     | 2     |       |       | 40   | 8    |
| 레알 마드리드       | 라리가       | 2011–12   | 4    | 0    | 2    | 1    | 4     | 0     |       |       | 10   | 1    |
| 리버풀              | 프리미어리그 | 2012–13   | 7    | 1    | 0    | 0    | 4     | 0     | 1     | 2     | 12   | 3    |
| 보루시아 도르트문트 | 분데스리가   | 2012–13   | 15   | 3    | 0    | 0    | 3     | 0     |       |       | 18   | 3    |
| 보루시아 도르트문트 | 분데스리가   | 2013–14   | 34   | 2    | 4    | 0    | 9     | 0     | 1     | 0     | 48   | 2    |
| 보루시아 도르트문트 | 분데스리가   | 2014–15   | 7    | 1    | 0    | 0    | 2     | 0     |       |       | 9    | 1    |
| 보루시아 도르트문트 | 분데스리가   | 2015–16   | 9    | 0    | 0    | 0    | 3     | 0     |       |       | 12   | 0    |
| 보루시아 도르트문트 | 분데스리가   | 2016–17   | 5    | 0    | 1    | 0    | 3     | 1     |       |       | 9    | 1    |
| 보루시아 도르트문트 | 분데스리가   | 2017-18   | 18   | 2    | 2    | 0    | 4     | 0     | 1     | 0     | 25   | 2    |
| 베르더 브레멘       | 분데스리가   | 2018-19   | 20   | 1    | 3    | 0    |       |       |       |       | 23   | 1    |
| 베르더 브레멘       | 분데스리가   | 2019-20   | 16   | 0    | 1    | 0    |       |       |       |       | 17   | 0    |
| 안탈리아스포르      | 쉬페르 리그  | 2020-21   | 36   | 0    | 6    | 0    |       |       |       |       | 42   | 0    |
| 경력 합계           | 경력 합계    | 경력 합계 | 340  | 30   | 30   | 3    | 42    | 2     | 3     | 2     | 410  | 37   |

- 1.^  UEFA 챔피언스리그, UEFA컵 / UEFA 유로파리그, 및 UEFA 인터토토컵 경기 포함
- 2.^  풋볼 리그 컵 및 DFL-슈퍼컵 경기 포함.
- 3.^  2군 경기 기록은 제외

### 국가대표팀

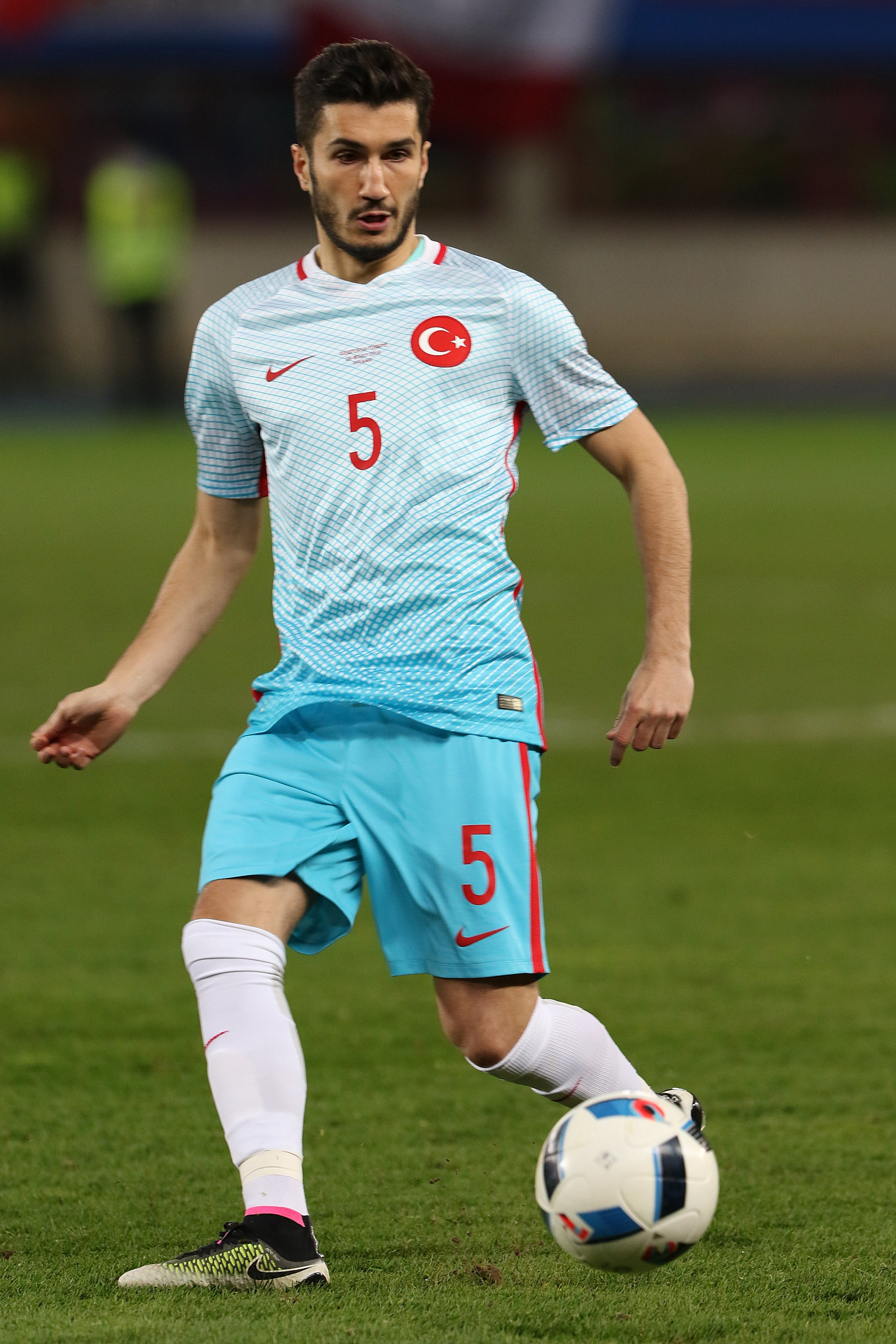
2016년, 오스트리아와의 친선전에 튀르키예 국가대표팀 선수로 출전한 샤힌

2016년 6월 19일 기준
| 튀르키예 국가대표팀 | 튀르키예 국가대표팀 | 튀르키예 국가대표팀 |
| 연도                | 출장                | 골                  |
| ------------------- | ------------------- | ------------------- |
| 2005                | 1                   | 1                   |
| 2006                | 9                   | 0                   |
| 2007                | 1                   | 0                   |
| 2008                | 4                   | 0                   |
| 2009                | 5                   | 0                   |
| 2010                | 5                   | 0                   |
| 2011                | 1                   | 0                   |
| 2012                | 11                  | 1                   |
| 2013                | 7                   | 0                   |
| 2014                | 3                   | 0                   |
| 2015                | 0                   | 0                   |
| 2016                | 4                   | 0                   |
| 합계                | 51                  | 2                   |

### 국가대표팀 득점 기록
아래의 점수에서 왼쪽의 점수가 튀르키예의 점수이다.
| #  | 날짜            | 경기장                                       | 상대   | 점수 | 최종결과 | 대회     |
| -- | --------------- | -------------------------------------------- | ------ | ---- | -------- | -------- |
| 1. | 2005년 10월 8일 | 아타튀르크 올림픽 경기장, 이스탄불, 튀르키예 | 독일   | 2–0  | 2–1      | 친선경기 |
| 2. | 2012년 5월 24일 | 레드 불 아레나, 잘츠부르크, 오스트리아       | 조지아 | 2–0  | 3–1      | 친선경기 |

## 수상

### 클럽

#### 페예노르트 로테르담
- KNVB컵: 2007–08

#### 보루시아 도르트문트
- 분데스리가: 2010–11
- DFL-슈퍼컵: 2013, 2014

#### 레알 마드리드
- 라 리가: 2011–12

### 국가대표팀

#### 튀르키예
- UEFA U-17 축구 선수권 대회: 2005

### 개인
- UEFA U-17 축구 선수권 대회 최우수 선수: 2005
- FIFA U-17 월드컵 브론즈 볼: 2005
- FIFA U-17 월드컵 실버 슈: 2005
- 분데스리가 올해의 선수: 2010–11
- 키커 분데스리가 올해의 선수 : 2010-11
- 키커 분데스리가 시즌의 팀 : 2010-11
- ESM 올해의 팀: 2010–11